# Zerecuato
Zerecuato är en ort i Mexiko.   Den ligger i kommunen Penjamillo och delstaten Michoacán de Ocampo, i den centrala delen av landet, 300 km väster om huvudstaden Mexico City. Zerecuato ligger 1 689 meter över havet och antalet invånare är 139.
Terrängen runt Zerecuato är kuperad söderut, men norrut är den platt. Runt Zerecuato är det ganska tätbefolkat, med 54 invånare per kvadratkilometer. Närmaste större samhälle är Numarán, 10,3 km norr om Zerecuato. I omgivningarna runt Zerecuato växer huvudsakligen savannskog.